# Электромагнитное поле
Электромагни́тное по́ле — фундаментальное физическое поле, взаимодействующее с электрически заряженными телами, а также с телами, имеющими собственные дипольные и мультипольные электрические и магнитные моменты. Представляет собой совокупность электрического и магнитного полей, которые могут, при определённых условиях, порождать друг друга, а по сути являются одной сущностью, формализуемой через тензор электромагнитного поля.
Электромагнитное поле (и его изменение со временем) описывается в электродинамике в классическом приближении посредством системы уравнений Максвелла. При переходе от одной инерциальной системы отсчёта к другой электрическое и магнитное поле в новой системе отсчёта — каждое зависит от обоих — электрического и магнитного — в старой, и это ещё одна из причин, заставляющая рассматривать электрическое и магнитное поля как проявления единого электромагнитного поля.
В современной формулировке электромагнитное поле представлено тензором электромагнитного поля, компонентами которого являются три компоненты напряжённости электрического поля и три компоненты напряжённости магнитного поля (или — магнитной индукции), а также четырёхмерным электромагнитным потенциалом — в определённом отношении ещё более важным.
Действие электромагнитного поля на заряженные тела описывается в классическом приближении посредством силы Лоренца.
Квантовые свойства электромагнитного поля и его взаимодействия с заряженными частицами (а также квантовые поправки к классическому приближению) — предмет квантовой электродинамики, хотя часть квантовых свойств электромагнитного поля более или менее удовлетворительно описывается упрощённой квантовой теорией, исторически возникшей заметно раньше.
Возмущение электромагнитного поля, распространяющееся в пространстве, называется электромагнитной волной (электромагнитными волнами). Любая электромагнитная волна распространяется в пустом пространстве (вакууме) с одинаковой скоростью — скоростью света (свет также является электромагнитной волной). В зависимости от длины волны электромагнитное излучение подразделяется на радиоизлучение, свет (в том числе инфракрасный и ультрафиолет), рентгеновское излучение и гамма-излучение.

## История открытия
Известные ещё со времён античности электричество и магнетизм до начала XIX века считались явлениями, не связанными друг с другом, и рассматривались в разных разделах физики.
В 1819 г. датский физик Х. К. Эрстед обнаружил, что проводник, по которому течёт электрический ток, вызывает отклонение стрелки магнитного компаса, расположенного вблизи этого проводника, из чего следовало, что электрические и магнитные явления взаимосвязаны.
Французский физик и математик А. Ампер в 1824 году дал математическое описание взаимодействия проводника тока с магнитным полем (см. Закон Ампера).
В 1831 г. английский физик М. Фарадей экспериментально обнаружил и дал математическое описание явления электромагнитной индукции — возникновения электродвижущей силы в проводнике, находящемся под действием изменяющегося магнитного поля.
В 1864 г. Дж. Максвелл создаёт теорию электромагнитного поля, согласно которой электрическое и магнитное поля существуют как взаимосвязанные составляющие единого целого — электромагнитного поля. Эта теория с единой точки зрения объясняла результаты всех предшествующих исследований в области электродинамики, и, кроме того, из неё вытекало, что любые изменения электромагнитного поля должны порождать электромагнитные волны, распространяющиеся в диэлектрической среде (в том числе, в пустоте) с конечной скоростью, зависящей от диэлектрической и магнитной проницаемости этой среды. Для вакуума теоретическое значение этой скорости было близко к экспериментальным измерениям скорости света, полученным на тот момент, что позволило Максвеллу высказать предположение (впоследствии подтвердившееся), что свет является одним из проявлений электромагнитных волн.
Теория Максвелла уже при своём возникновении разрешила ряд принципиальных проблем электромагнитной теории, предсказав новые эффекты и дав надёжную и эффективную математическую основу описанию электромагнитных явлений. Однако при жизни Максвелла наиболее яркое предсказание его теории — предсказание существования электромагнитных волн — не получило прямых экспериментальных подтверждений.
В 1887 г. немецкий физик Г. Герц поставил эксперимент, полностью подтвердивший теоретические выводы Максвелла. Его экспериментальная установка состояла из находящихся на некотором расстоянии друг от друга передатчика и приёмника электромагнитных волн, и фактически представляла собой исторически первую систему радиосвязи, хотя сам Герц не видел никакого практического применения своего открытия, и рассматривал его исключительно как экспериментальное подтверждение теории Максвелла.
В XX в. развитие представлений об электромагнитном поле и электромагнитном излучении продолжилось в рамках квантовой теории поля, основы которой были заложены великим немецким физиком Максом Планком. Эта теория, в целом завершённая рядом физиков около середины XX века, оказалась одной из наиболее точных физических теорий, существующих на сегодняшний день.
Во второй половине XX века (квантовая) теория электромагнитного поля и его взаимодействия была включена в единую теорию электрослабого взаимодействия и ныне входит в так называемую стандартную модель в рамках концепции калибровочных полей (электромагнитное поле является с этой точки зрения простейшим из калибровочных полей — абелевым калибровочным полем).

## Классификация
Электромагнитное поле с современной точки зрения есть безмассовое абелево векторное калибровочное поле. Его калибровочная группа — группа U(1).
Среди известных (не гипотетических) фундаментальных полей электромагнитное поле — единственное, относящееся к указанному типу. Все другие поля такого же типа (которые можно рассматривать, по крайней мере, чисто теоретически) — (были бы) полностью эквивалентны электромагнитному полю, за исключением, быть может, констант.

## Физические свойства
Физические свойства электромагнитного поля и электромагнитного взаимодействия — предмет изучения электродинамики, с классической точки зрения оно описывается классической электродинамикой, а с квантовой — квантовой электродинамикой. В принципе, первая является приближением второй, заметно более простым, но для многих задач — очень и очень хорошим.
В рамках квантовой электродинамики электромагнитное излучение можно рассматривать как поток фотонов. Частицей-переносчиком электромагнитного взаимодействия является фотон (частица, которую можно представить как элементарное квантовое возбуждение электромагнитного поля) — безмассовый векторный бозон. Фотон также называют квантом электромагнитного поля (подразумевая, что соседние по энергии стационарные состояния свободного электромагнитного поля с определённой частотой и волновым вектором различаются на один фотон).
Электромагнитное взаимодействие — это один из основных видов дальнодействующих фундаментальных взаимодействий, а электромагнитное поле — одно из фундаментальных полей.
Существует теория (входящая в Стандартную модель), объединяющая электромагнитное и слабое взаимодействие в одно — электрослабое. Также существуют теории, объединяющие электромагнитное и гравитационное взаимодействие (например, теория Калуцы-Клейна). Однако последняя, при её теоретических достоинствах и красоте, не является общепринятой (в смысле её предпочтительности), так как экспериментально не обнаружено её отличий от простого сочетания обычных теорий электромагнетизма и гравитации, а также теоретических преимуществ в степени, заставившей бы признать её особенную ценность. Это же (в лучшем случае) можно сказать пока и о других подобных теориях: даже лучшие из них, по меньшей мере, недостаточно разработаны, чтобы считаться вполне успешными.

## Безопасность электромагнитных полей
В связи со всё большим распространением источников ЭМП в быту (СВЧ-печи, мобильные телефоны, теле-радиовещание) и на производстве (оборудование ТВЧ, радиосвязь), большое значение приобретают нормирование уровней ЭМП и изучение возможного влияния ЭМП на человека. Нормирование уровней ЭМП проводится раздельно для рабочих мест и санитарно-селитебной зоны.
Контроль за уровнями ЭМП возложен на органы санитарного надзора и инспекцию электросвязи, а на предприятиях — на службу охраны труда.
Предельно-допустимые уровни ЭМП в разных радиочастотных диапазонах различны.